# ヴィクトール・ド・ペルシニー

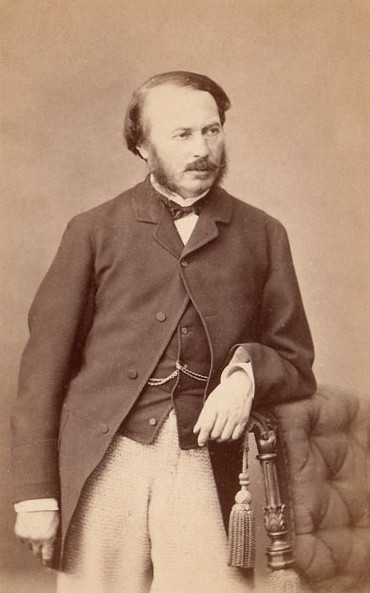
ヴィクトール・ド・ペルシニー

ペルシニー公爵ジャン＝ジルベール・ヴィクトール・フィアラン（Jean-Gilbert Victor Fialin, duc de Persigny, 1808年2月11日 - 1872年1月12日）は、フランス第二帝政期の政治家。ナポレオン3世の最も忠実な腹心。

## 生涯
ロワール県のサン＝ジェルマン＝レスピナスで徴税役人の子として生まれ、リモージュで教育を受ける。1826年にソミュールの騎兵学校に入学し、2年後には第4驃騎兵連隊の軍曹となるが、七月革命における連隊の行動が命令不服従とみなされ、解雇されて記者となる。1833年には熱心なボナパルティストとなり、自身の家系に伝わっているとされたペルシニー子爵の位を名乗るようになる。
1836年のストラスブール一揆と1840年のブローニュ一揆という2度のボナパルティストの蜂起に参加したが、いずれも失敗に終わる。2度目の蜂起後に逮捕され、要塞での20年の禁錮刑となるが、ヴェルサイユでの拘留に減刑された。刑期中、「エジプトのピラミッドの建設はナイル川が泥で埋まるのを防ぐためであった」と論じた本を執筆し、1845年に『ピラミッドの目的と永続的な効果について (De la destination et de l'utilité permanente des Pyramides)』という題で出版を見る。
二月革命中に臨時政府によって逮捕されるが、釈放後にルイ＝ナポレオン・ボナパルト（後のナポレオン3世）の下で彼の大統領選挙での勝利に多大な貢献を果たし、「ナポレオン3世」の熱烈な支持者として、シャルル・ド・モルニーやサン＝タルノー元帥とともに帝政の復古を企図した。1852年1月にはモルニーの後任として内務大臣に就任し、その年のうちに元老院議員となる。1854年にはこれらを辞職し、翌年からわずかの間（1858年 - 1859年）を挟みながら在ロンドン大使を務め、1860年に再び内務大臣となる。しかし、力を増しつつあった政敵のウジェーヌ・ルエールによって1863年に辞任を余儀なくされ、同年に公爵位を与えられる。
さらに、皇后ウジェニーには、ペルシニーがかつてナポレオン3世と彼女の結婚に反対しており、また会議に皇后が臨席していることを批判したメモ書きが彼女の手に渡っていたために敵視され、これがルエールとの対立よりも深刻な結果を招いた。1870年の普仏戦争まで彼は皇帝に会うことを許されず、敗戦で国を追われると皇帝とはさらに疎遠になった。その後1871年に帰国し、1872年1月12日にニースで死去した。
ナポレオン3世にその亡命時代や投獄期から従い続けた狂信的なまでの支持者として、ペルシニーは政治の上で皇帝を取り巻く様々な側近の中でも常に異彩を放っていた。これを諷して皇帝は次のような言葉を残している。
「皇后はレジティミスト、モルニーはオルレアニスト、ナポレオン公は共和主義者で、私自身は社会主義者。ボナパルティストはただ一人、ペルシニーだけだ。そして彼は狂っている！」